# Тур'я (притока Ужа)
Ту́р'я — річка в Україні, в межах Перечинського району Закарпатської області. Ліва притока Ужа (басейн Дунаю).

## Опис
Довжина 46 км, площа водозбірного басейну 467 км². Похил річки 22 м/км. Долина у верхів'ях ущелиноподібна (завширшки 5—20 м), нижче (біля села Раково) ящикоподібна (завширшки до 1 км), далі стає V-подібна, завширшки 0,2—0,5 км. Заплава часто одностороння, завширшки 50—200 м (подекуди до 500 м). Річище слабозвивисте порожисте, на окремих ділянках розгалужене, завширшки від 2 до 35 м (переважна — 10—15 м). Є острови. Використовується на водопостачання.

## Розташування
Бере початок з джерел на північний схід від гірського масиву Полонина Рівна (частина Полонинського хребта). Тече спершу на південь та південний захід. Між селами Тур'я Поляна і Порошково повертає на захід та (частково) північний захід. Впадає до Ужа на схід від міста Перечина.
- У верхній течії річка носить назву Шипіт.

Притоки: Звур, Туриця, Сімерка (праві); Свалявський, Бистрий, Бистрик, Костилів, Велика Ружа, Клокотива (ліві).